# Туткал
Туткалът (от турски: tutkal – лепило) е натурално лепило, разтворимо във вода, което се получава от животински отпадъци чрез изваряване. При това се получава желеподобна субстанция, която представлява туткал. Главната съставна част на това желе е глутин, който има подобен на желатин състав. В зависимост от използвания изходен материал се различават костен туткал, кожен туткал, заешки туткал, рибен туткал и туткал от мехури на моруна.
Пречистеният туткал е известен като желатин и намира приложение в хранително-вкусовата промишленост, във фармацията, като добавка на питиета, за винопроизводство и много технически приложения.
Туткалът не трябва да се смесва с друг продукт на базата на хондрин, който е един различен химически продукт и има по-слаби качества за залепване. Произведеният от хрущял продукт се използва като хранителна добавка или лекарство за предотвратяване или лечение при артроза.

## Видове туткал

### Костен туткал
Костният туткал се използва основно при дървообработката. Той се втвърдява до стъклообразна форма и залепената фуга има по-голяма здравина от основния материал. В производството на музикални инструменти туткалът се предпочита и днес, защото лепилният шев може да се отвори по всяко време отново (реверсивност). Поради голямата си твърдост туткалът провежда звука по-добре през залепените фуги, отколкото той преминава през дървените части.

### Кожен туткал
Кожният и заешкият туткал са по-светли на цвят и залепената фуга е по-еластична от тази при костния туткал. Използват се при преработката на хартия, специално при занаятчийското подвързване на книги и реставриране на стари книги. Използват се при изработката на рефлексни (композитни) лъкове. Използван е дълги години и при пощенските марки с добавка на захар. При омокрянето със слюнка се подпомага залепването на марката на плика. Поради своята еластичност са подходящи за грундиране на платната за картини. Силно разреден туткал се използва за грундиране на дървени инструменти преди нанасянето на лаково покритие.

### Рибен туткал
Рибният туткал се произвежда от кожата и костите на рибите. Много добър свързващ материал за бои и гипс. При гипса увеличава времето, през което той може да се обработва.
Тъй като рибните протеини не се втвърдяват при ниски температури, могат да се използват без загряване. Използват за реставрация на ценни мебели и предмети.
За особено високи изисквания се използва туткал от мехури на моруна. Неговата здравина на залепване е особено голяма. Използва се при позлатяване върху стъкло като лепилен слой.

## Производство на туткал
Костният туткал се получава от костите на различни животни. В повечето случаи това са кости на питомни животни – свине, говеда, овце и коне.
Кожният туткал се получава от кожата на различни животни, основно зайци и малки животни.
Рибният туткал се получава от рибни отпадъци. Най-скъпият туткал, който се получава от мехурите на моруна, е ограничен от малкия улов.
Суровината се обезмаслява и обезминерализира. След варене се освобождава колагенът. Суровият туткал се суши.
Известно предприятие за производство на туткал в България е било „Итус“, гара Искър, София. Същото е национализирано през 1948 г.

## Преработка
Сухият туткал се потапя в същото количество вода. В рамките на няколко часа туткала поема водата и набъбва. Набъбналият туткал се поставя във водна баня при температура от 50 – 65 °C и при необходимост с добавка на вода се достига желаният вискозитет.
Температури над 65 °C могат да разрушат туткала. Много ниски температури намаляват здравината на лепилния шев.

## Предимства и недостатъци на туткала
Силата на залепване на туткала е много висока. Лепилният процес е обратим. Това означава, че с въвеждането и топлина и вода отново може да се отвори лепилният шев, без да се предизвикват повреди в залепените детайли. Стари залепвания могат да се отворят много бързо с алкохол.
Недостатък е малкото време на преработка на туткала след изваждането от водната баня. При нанасянето върху детайлите туткалът много бързо се охлажда и не може да направи стабилен лепилен шев. За добро изпълнение трябва да се работи бързо и да се осигури равномерно нагряване на детайлите. В миналото това се изпълнявало в специализирани работилници, а днес се използват електрически нагревателни плочи или пистолети за нагряване.
Рибният туткал се преработва и на студено, но детайлите трябва да се държат притиснати добре в продължение на 24 часа.